# Cienfuegosia humbertiana
Cienfuegosia humbertiana är en malvaväxtart som först beskrevs av Bénédict Pierre Georges Hochreutiner, och fick sitt nu gällande namn av Paul Arnold Fryxell. Cienfuegosia humbertiana ingår i släktet Cienfuegosia och familjen malvaväxter. Inga underarter finns listade i Catalogue of Life.